# ソングX
『ソングX』（Song X）は、パット・メセニーとオーネット・コールマンが1985年に録音し、1986年に連名で発表したスタジオ・アルバム。メセニーが新たに契約を得たゲフィン・レコードから発売された。オリジナル盤は8曲入りだが、レコーディングから20年後の2005年には、未発表曲6曲の後にアルバム本編を収録した20thアニバーサリーCDがノンサッチ・レコードから発売された。

## 背景
メセニーは以前からオーネット・コールマンを敬愛しており、『ブライト・サイズ・ライフ』（1976年）や『80/81』（1980年）といったアルバムでコールマンの曲を取り上げてきた。また、『80/81』ではコールマンのグループで活動していたチャーリー・ヘイデンやデューイ・レッドマンを迎えており、ヘイデンは本作にも参加している。
本作の制作に先立ち、メセニーはニューヨークでアパートを借りて、3週間半にわたり毎日7時間コールマンと共に演奏した。レコーディングはザ・パワー・ステーションにおいてスタジオ・ライヴという形で行われ、3日間で終了した。「モブ・ジョブ」は、コールマン率いるプライム・タイムが「ジョブ・モブ」というタイトルで録音した曲の再演である。

## 反響・評価
アメリカでは『ビルボード』のジャズ・アルバム・チャートで9位を記録。ジャズ雑誌『ダウン・ビート』の読者投票では、1986年の最優秀ジャズ・アルバムに選ばれた。
Jon Parelesは1986年4月20日付の『ニューヨーク・タイムズ』紙において「コールマンが近年プライム・タイムと共に作ってきたアルバムほど複雑に縺れた作品ではなく、より直接的に豊かな旋律を押し出している」「メセニーのキャリアの中でも最も熱狂的な音楽」と評した。また、ロバート・クリストガウは1986年9月2日付の『ヴィレッジ・ヴォイス』紙において本作を推薦盤の一つとして挙げ「私が1970年代初頭よりコールマンに注目するようになってから、彼が生み出した最も素晴らしい純正ジャズ・アルバム」「甘美なリリシズム、音速のコメディ、それに向こう見ずな創造性に満ちている」と評した。

## トラック・リスト
特記なき楽曲はオーネット・コールマン作曲。
| #  | タイトル                                                                           | 作詞 | 作曲・編曲 | 時間  |
| -- | ---------------------------------------------------------------------------------- | ---- | ---------- | ----- |
| 1. | 「ソングX - Song X」                                                               |      |            | 5:38  |
| 2. | 「モブ・ジョブ - Mob Job」                                                         |      |            | 4:13  |
| 3. | 「エンデンジャード・スピーシーズEndangered Species」(Ornette Coleman, Pat Metheny) |      |            | 13:19 |
| 4. | 「ヴィデオ・ゲームズ - Video Games」                                               |      |            | 5:21  |
| 5. | 「キャサリン・グレイ - Kathelin Gray」(Coleman, Metheny)                           |      |            | 4:15  |
| 6. | 「三角法 - Trigonometry」(Coleman, Metheny)                                        |      |            | 5:09  |
| 7. | 「ソングX・デュオ - Song X Duo」(Coleman, Metheny)                                 |      |            | 3:09  |
| 8. | 「ロング・タイム・ノー・シー - Long Time No See」                                  |      |            | 7:36  |

### 20thアニバーサリー盤
| #   | タイトル                                                                  | 作詞 | 作曲・編曲 | 時間  |
| --- | ------------------------------------------------------------------------- | ---- | ---------- | ----- |
| 1.  | 「ポリス・ピープル - Police People」                                      |      |            | 4:57  |
| 2.  | 「オール・オブ・アス - All of Us」                                        |      |            | 0:15  |
| 3.  | 「グッド・ライフ - The Good Life」                                        |      |            | 3:25  |
| 4.  | 「ワード・フロム・バード - Word from Bird」                               |      |            | 3:48  |
| 5.  | 「コンピュート - Compute」                                                |      |            | 2:03  |
| 6.  | 「ザ・ヴェイル - The Veil」                                               |      |            | 3:42  |
| 7.  | 「ソングX - Song X」                                                      |      |            | 5:38  |
| 8.  | 「モブ・ジョブ - Mob Job」                                                |      |            | 4:13  |
| 9.  | 「エンデンジャード・スピーシーズ - Endangered Species」(Coleman, Metheny) |      |            | 13:19 |
| 10. | 「ヴィデオ・ゲームズ - Video Games」                                      |      |            | 5:21  |
| 11. | 「キャサリン・グレイ - Kathelin Gray」(Coleman, Metheny)                  |      |            | 4:15  |
| 12. | 「三角法 - Trigonometry」(Coleman, Metheny)                               |      |            | 5:09  |
| 13. | 「ソングX・デュオ - Song X Duo」(Coleman, Metheny)                        |      |            | 3:08  |
| 14. | 「ロング・タイム・ノー・シー - Long Time No See」                         |      |            | 7:36  |

## パーソネル
- パット・メセニー - ギター
- オーネット・コールマン - アルト・サクソフォーン、ヴァイオリン
- チャーリー・ヘイデン - アコースティック・ベース
- ジャック・ディジョネット - ドラムス
- デナード・コールマン - ドラムス、パーカッション